# Bruingele babbelaar
De bruingele babbelaar (Argya fulva synoniem:Turdoides fulva) is een zangvogel uit de familie Leiothrichidae. 

## Verspreiding en leefgebied
Deze soort komt voor in noordelijk Afrika en telt vier ondersoorten:
- A. f. maroccana: zuidelijk Marokko en noordwestelijk Algerije.
- A. f. fulva: noordelijk Algerije, Tunesië en noordwestelijk Libië.
- A. f. buchanani: van westelijk-centraal Mauritanië en noordelijk Senegal tot centraal Tsjaad.
- A. f. acaciae: van noordelijk en oostelijk Tsjaad tot Eritrea en noordelijk Ethiopië.

## Status
De grootte van de populatie is niet gekwantificeerd maar de soort wordt omschreven als algemeen. Op de Rode lijst van de IUCN heeft deze soort de status niet bedreigd.